# Jüdischer Friedhof (Inowłódz)

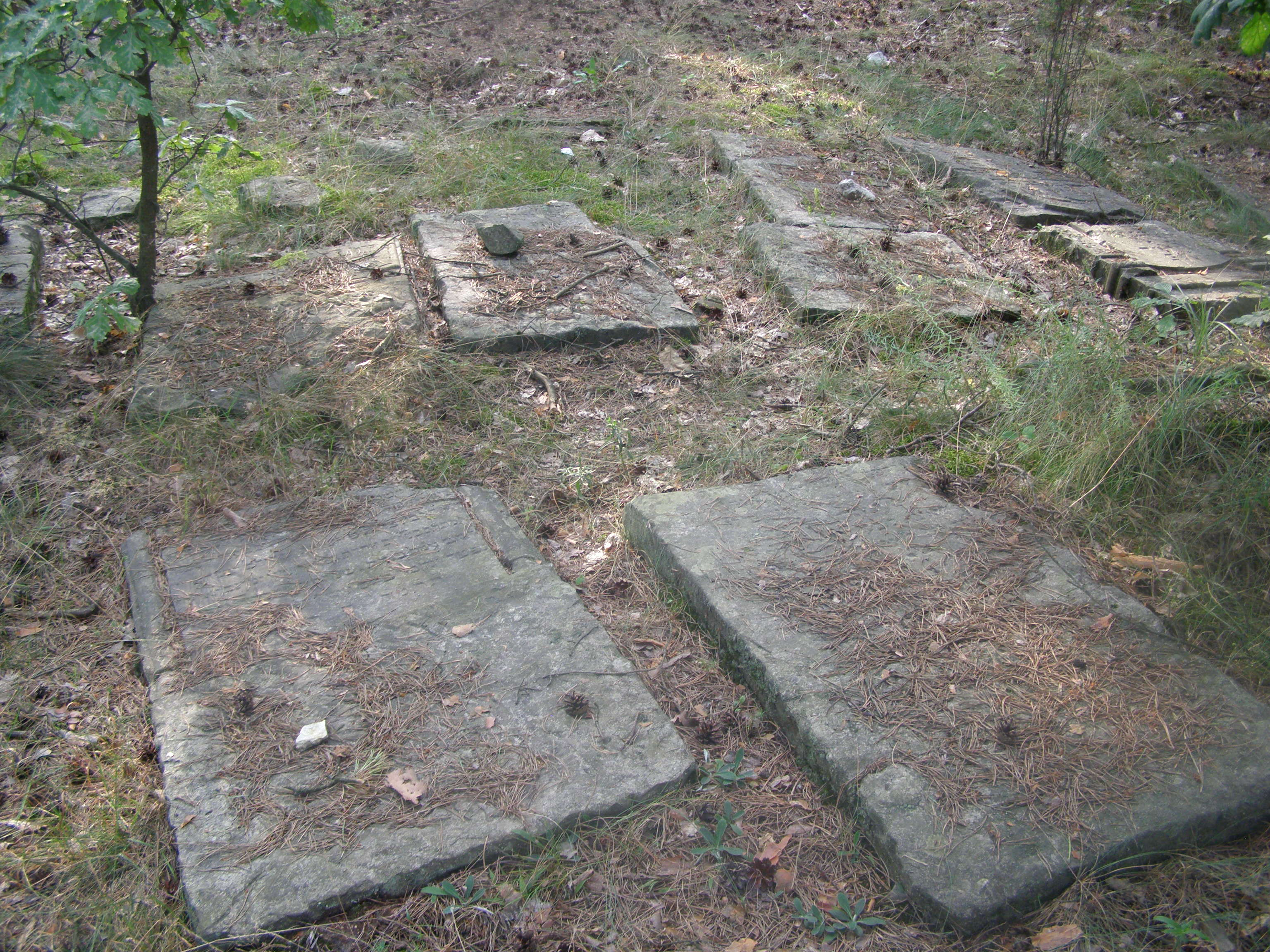
Jüdischer Friedhof in Inowłódz

Der Jüdische Friedhof in Inowłódz, einer polnischen Stadt in der Woiwodschaft Łódź, wurde um 1820 angelegt. 
Der Jüdische Friedhof wurde während des Zweiten Weltkriegs von den deutschen Besatzern verwüstet.
Auf dem 0,7 Hektar großen Friedhof sind heute noch circa 70 Grabsteine erhalten.